# Formato de video MTV
El formato de vídeo MTV (sin relación con la red de cable) son archivos de video chino-japonés para reproductores MP4.
Se compone de un encabezado del archivo 512-byte que opera al mostrar una serie de marcos de imagen en bruto durante la reproducción de MP3. Durante este proceso, los marcos de audio se transmiten al decodificador del chipset, mientras que el puntero de memoria del hardware de la pantalla se ajusta a la siguiente imagen dentro de la secuencia de vídeo. Este método no requiere hardware adicional para la decodificación, aunque no dará lugar a una mayor cantidad de consumo de memoria. Por esa razón, la capacidad de almacenamiento de un reproductor de MP4 es efectivamente menor que la de un reproductor que descomprime los archivos sobre la marcha.
- Datos: Q5864013